# Pasig City
Pasig (offiziell englisch City of Pasig, deutsch ‚Stadt von Pasig‘, Filipino Lungsod ng Pasig) ist eine Großstadt in der philippinischen Hauptstadtregion Metro Manila in der Region CALABARZON. Im Jahr 2010 lebten in Pasig 669.773 Menschen auf 31 Quadratkilometern. Die Stadt ist in 30 Barangays (Stadtteile) eingeteilt.

## Geographie
Das Zentrum Pasigs liegt etwa 10 Kilometer östlich vom Zentrum Manilas. Östlich grenzt die Provinz Rizal an das Stadtgebiet. Die Stadt wird vom gleichnamigen Fluss Pasig durchquert, der vom naheliegenden See Laguna de Bay nach Westen in die Bucht von Manila fließt.

## Geschichte
Der Ort wurde 1572 gegründet und ist damit eine der ältesten Städte der Philippinen. Vor der Schaffung von Metro Manila im Jahr 1975 war Pasig die Hauptstadt der 1901 gegründeten Provinz Rizal.
Seit 2003 ist die Stadt Sitz des römisch-katholischen Bistums Pasig. Bischofskirche ist die Kathedrale Immaculate Concepcion, die im Jahr 1572 errichtet wurde.

## In Pasig geboren
- Jovito Salonga (1920–2016), ehemaliger philippinischer Politiker

## Weblinks

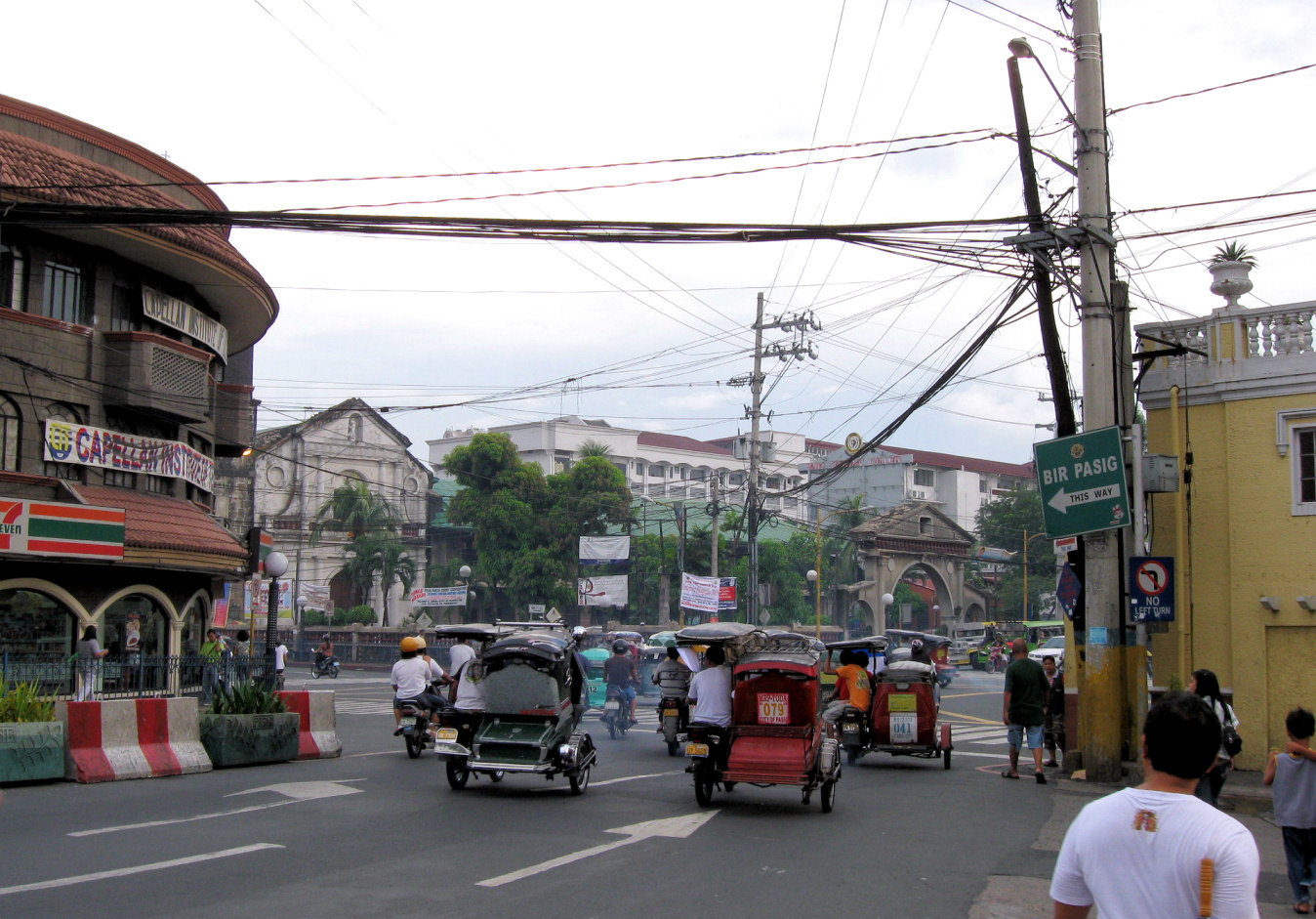
Alte Innenstadt von Pasig
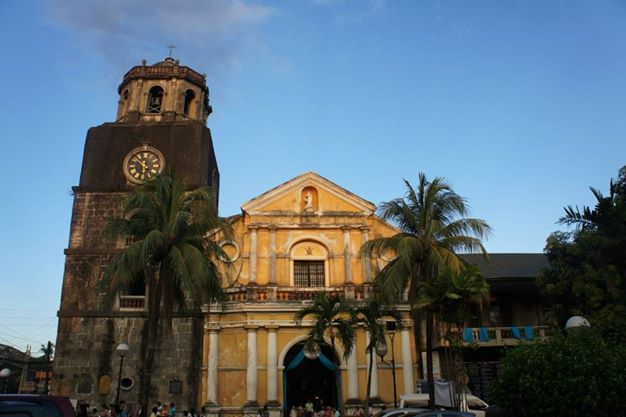
Kathedrale von Pasig
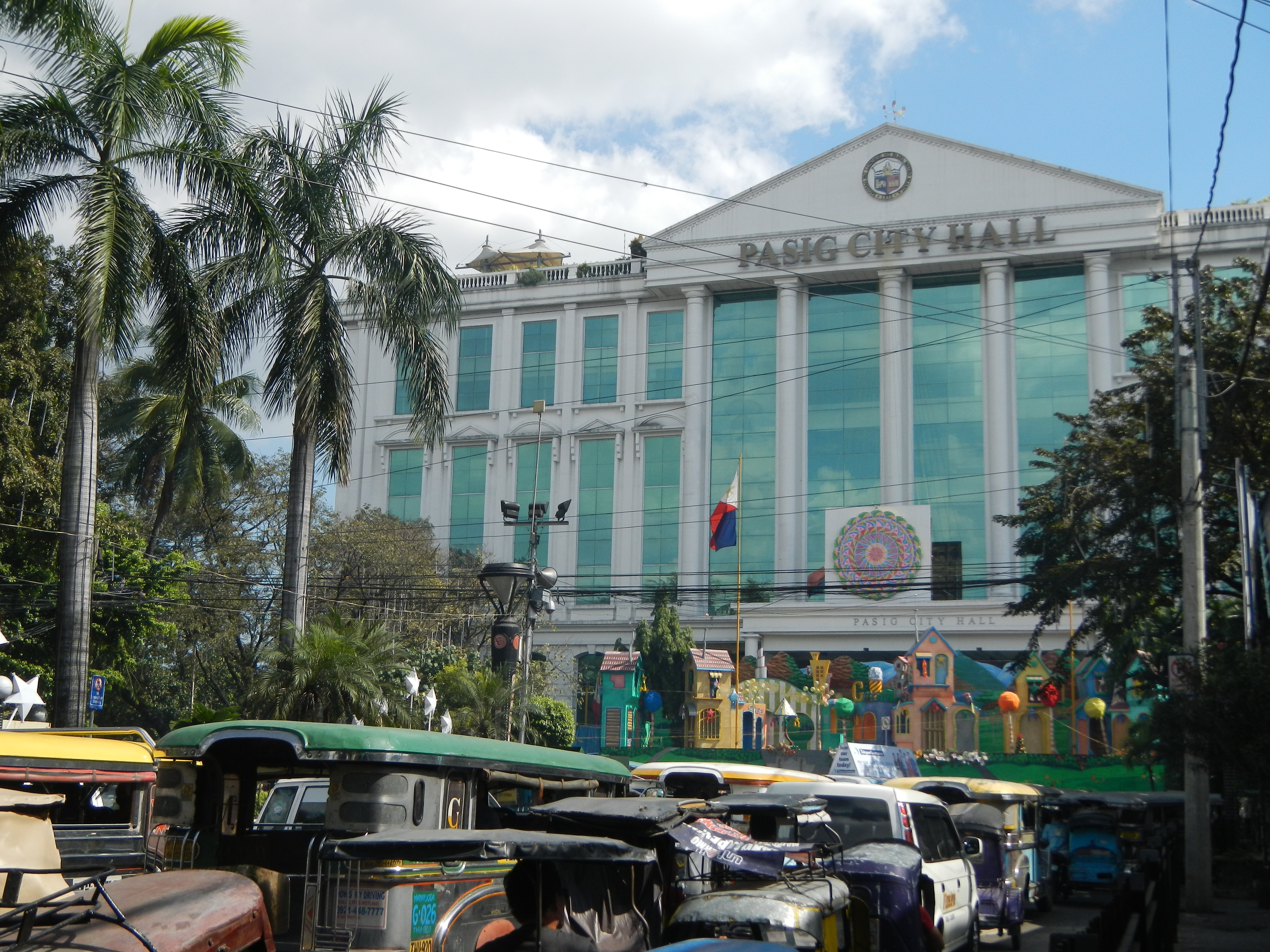
Pasig City Hall (Rathaus)